# Rita Hayworth
Margarita Carmen Cansino (17. listopada 1918. – 14. svibnja 1987.), poznatija kao Rita Hayworth je američka glumica, specijalizirana za film noir, i seks simbol 1940-ih.
Rodila se u njujorškom Brooklynu, od oca Eduarda, španjolskog plesača flamenka, i majke Volge, irske vodviljske zaposlenice. Na pozornicu se penje već sa 6 godina, a sa 16 plesala je kao prava profesionalka. Na filmu prvo nastupa pod imenom Rita Cansino, a kasnije joj šefovi studija mijenjaju ime u Rita Hayworth, dodavši "y" u djevojačko prezime njene majke.
Njenu ljepotu i glumačko umijeće hvalili su svi, a ona je prvo nastupala u mjuziklima, a kasnije na filmovima.
Njeni glumački partneri su John Wayne, Fred Astaire, Gene Kelly, Robert Mitchum, Jack Lemmon, Charles Boyer, i mnogi drugi.
Imala je crvenu kosu, koju će tehnikolor samo još više naglasiti. Ipak, za potrebe filma postat će plavuša ili brineta.
Neko vrijeme je radila za više filmskih studija, ali potpisavši za Columbia Picturtes, ta je praksa prekinuta.
U svojoj karijeri ostvarila je 71 ulogu, ali njen najpoznatiji film je Gilda iz 1946. godine koji je poznat po njenom senzualnom svlačenju jedne rukavice.
Jedan od njenih muževa bio je i Orson Welles. 
Udavala se pet puta i imala dvije kćeri.
Glumila je do 1972. godine.
Imala je problema s alkoholom, nakon što su joj oba brata umrla 1974. godine.
Alzheimerova bolest napala ju je vrlo rano, već 1960., ali nije dijagnosticirana do 1980. Posljednje godine života provela je u njujorškom stanu.
Umrla je u 68. godini, a pokopana je na groblju Sv. Križa, Culver City, Arizona.